# Carabus maeander
Carabus maeander es una especie de insecto adéfago del género Carabus, familia Carabidae. Fue descrita científicamente por Fischer von Waldheim en 1820.
Las especies vuelan en mayo y junio, son de color negro y de 15 a 23,5 milímetros (0,59 a 0,93 pulgadas) de largo. Se encuentra en el noreste de los Estados Unidos y en el centro y el sur de Canadá (desde Terranova y Labrador, Territorios del Noroeste y Alaska hasta Nueva York, Iowa y Colorado) y parte de Eurasia. En Rusia, se encuentra en el este de Siberia, mientras que en Japón se conoce de las islas Hokkaidō y Kunashir. También existe en Corea del Sur, China y Mongolia.